# Babe Paley
Barbara « Babe » Cushing Mortimer Paley, née le 5 juillet 1915 à Boston (Massachusetts) et morte le 6 juillet 1978 à Manhattan (New York), est une personnalité mondaine américaine, membre de la Café society new-yorkaise. Elle est considérée comme une icône de la mode  du XXe siècle.

## Biographie
Babe Cushing est la fille du docteur Harvey Cushing, un neurochirurgien, professeur de chirurgie aux universités Johns-Hopkins, Yale et Harvard, et de Katharine Pierre Crowell Cushing, son épouse.
Alors que Babe Cushing est encore étudiante à l'École Westover à Middlebury (Connecticut), elle est présentée comme « débutante » en octobre 1934 à Boston, en présence des fils du président Franklin Delano Roosevelt,. Ses débuts  attirent l'attention en cette période de Grande Dépression, et lancent sa carrière mondaine. Elle est diplômée de l'École Winsor à Boston en 1934.
En 1938, Babe Cushing commence à travailler en tant que rédactrice de mode pour Vogue à New York. Sa position dans Vogue lui donne accès à des vêtements de marque (souvent offerts ou prêtés), qui maintiennent son image « glamour » dans la société. En 1941, le magazine Time la choisit comme la Deuxième femme mieux habillée au monde, après Wallis Simpson et avant Aimée de Heeren. Par la suite, elle est également nommée dans la liste La mieux habillée en 1945 et 1946. Les premiers paparazzis guettent ses sorties de son appartement situé au no 820 de la Cinquième Avenue. Prisant les souliers Salvatore Ferragamo, elle possède de nombreuses parures et s'intéresse aux créations de Fulco di Verdura.
Babe Cushing se marie en 1940 avec Stanley Grafton Mortimer Jr (1913-1999), héritier d'une fortune pétrolière. Ils ont deux enfants : Amanda Jay Mortimer (connue plus tard sous le nom d'Amanda Burden (en)) et Stanley Grafton Mortimer III. Ils divorcent en 1946. Elle se remarie en 1947 avec William S. Paley, dont elle a deux enfants : Kate et Bill Jr. Après son deuxième mariage, en 1947, Babe Paley quitte son emploi à Vogue.
Elle est sélectionnée sur International Best Dressed List (en) en 1958.
En 1955, elle rencontre l'écrivain Truman Capote, qui devient un ami. Il s'inspire d'elle pour le personnage d'Holly Golightly, dans son roman Petit Déjeuner chez Tiffany. Elle rompt cependant cette amitié en 1975, lorsqu'il publie La Côte basque 1965 dans Esquire, où il critique ses connaissances féminines mondaines.

## Dans la littérature
- Melanie Benjamin, Les cygnes de la Cinquième Avenue, éd. Albin Michel, 2017, 432 p.